# Chińska Republika Ludowa na Letnich Igrzyskach Olimpijskich 1996
Chińską Republikę Ludową na Letnich Igrzyskach Olimpijskich 1996 reprezentowało 294 sportowców, którzy zdobyli 50 medali, w tym 16 złotych.

## Zdobyte medale
| Medal                | Zawodnik | Konkurencja                                 |
| badminton            | badminton | badminton                                   |
| -------------------- | --- | ------------------------------------------- |
| Złoto                | Fei Ge Jun Gu | debel kobiet                                |
| Srebro               | Jiong Dong | singel mężczyzn                             |
| Brąz                 | Qin Yiyuan Tang Yongshu | debel kobiet                                |
| Brąz                 | Liu Jianjun Sun Man | mikst                                       |
| gimnastyka sportowa  | |                                             |
| Złoto                | Li Xiaoshuang | wielobój mężczyzn indywidualnie             |
| Srebro               | Li Xiaoshuang Zhang Jingjin Shen Jian Fan Bin Huang Huadong Huang Liping Fan Hongbin                                                                                 | wielobój mężczyzn drużynowo                 |
| Srebro               | Li Xiaoshuang | ćwiczenia na podłodze mężczyzn              |
| Srebro               | Mo Huilan | skok przez stół gimnastyczny kobiet         |
| Srebro               | Bi Wenjing | ćwiczenia na obręczach kobiet               |
| Brąz                 | Fan Bin | ćwiczenia na drążku mężczyzn                |
| judo                 | |                                             |
| Złoto                | Sun Fuming | +72 kg kobiet                               |
| Brąz                 | Wang Xianbo | -66 kg kobiet                               |
| lekkoatletyka        | |                                             |
| Złoto                | Wang Junxia | bieg na 5 000 m kobiet                      |
| Srebro               | Wang Junxia | bieg na 10 000 m kobiet                     |
| Srebro               | Sui Xinmei | pchnięcie kulą kobiet                       |
| Brąz                 | Wang Yan | chód na 10 000 m kobiet                     |
| łucznictwo           | |                                             |
| Srebro               | He Ying | indywidualny turniej kobiet                 |
| pływanie             | |                                             |
| Złoto                | Le Jingyi | 100 m stylem dowolnym kobiet                |
| Srebro               | Le Jingyi | 50 m stylem dowolnym kobiet                 |
| Srebro               | Liu Limin | 100 m stylem motylkowym kobiet              |
| Srebro               | Le Jingyi Na Chao Yun Niani Shan Ying | sztafeta 4×100 m stylem dowolnym kobiet     |
| Brąz                 | Lin Li | 100 m stylem zmiwnnym kobiet                |
| Brąz                 | Chen Yan Han Xue Cai Huijue Shan Ying | sztafeta 4×100 m stylem zmiennym kobiet     |
| podnoszenie ciężarów | |                                             |
| Złoto                | Tang Lingsheng | -59 kg mężczyzn                             |
| Złoto                | Zhan Xugang | -70 kg mężczyzn                             |
| Srebro               | Zhang Xiangsen | -56 kg mężczyzn                             |
| Brąz                 | Xiao Jiangang | -64 kg mężczyzn                             |
| piłka nożna          | |                                             |
| Srebro               | Wang Liping Fan Yunjie Yu Hongqi Chen Yufeng Wei Haiying Zhao Lihong Shi Guihong Shui Qingxia Sun Wen Xie Huilin Wen Lirong Gao Hong Sun Qingmei Liu Ying Liu Ailing | turniej kobiet                              |
| siatkówka            | |                                             |
| Srebro               | Lai Yawen Li Yan Cui Yongmei Wu Yongmei He Qi Wang Ziling Sun Yue Wang Lina                                                                                          | turniej kobiet                              |
| skoki do wody        | |                                             |
| Złoto                | Xiong Ni | skoki z trampoliny 3-metrowej mężczyzn      |
| Złoto                | Fu Mingxia | skoki z trampoliny 3-metrowej kobiet        |
| Złoto                | Fu Mingxia | skoki z platformy 10-metrowej kobiet        |
| Srebro               | Yu Zhuocheng | skoki z trampoliny 3-metrowej mężczyzn      |
| Brąz                 | Xiao Hailiang | skoki z platformy 10-metrowej mężczyzn      |
| softball             | |                                             |
| Srebro               | An Zhongxin Chen Hong He Liping Lei Li Liu Xuqing Liu Yaju Ma Ying Ou Jingbai Tao Hua Wang Lihong Wang Ying Wei Qiang Xu Jian Yan Fang Zhang Chunfang                | turniej kobiet                              |
| strzelectwo          | |                                             |
| Złoto                | Yang Ling | strzelanie do ruchomej tarczy 10 m mężczyzn |
| Złoto                | Li Duihong | pistolet sportowy 25 m kobiet               |
| Srebro               | Wang Yifu | pistolet pneumatyczny 10 m mężczyzn         |
| Srebro               | Xiao Jun | strzelanie do ruchomej tarczy 10 m mężczyzn |
| Brąz                 | Zhang Bing | podwójny trap mężczyzn                      |
| tenis stołowy        | |                                             |
| Złoto                | Liu Guoliang | singiel mężczyzn                            |
| Złoto                | Kong Linghui Liu Guoliang | debel mężczyzn                              |
| Złoto                | Deng Yaping | singiel kobiet                              |
| Złoto                | Deng Yaping Qiao Hong | debel kobiet                                |
| Srebro               | Tao Wang | singiel mężczyzn                            |
| Srebro               | Tao Wang Lu Lin | debel mężczyzn                              |
| Srebro               | Wei Liu Qiao Yunping | debel kobiet                                |
| Brąz                 | Qiao Hong | singiel kobiet                              |
| wioślarstwo          | |                                             |
| Srebro               | Cao Mianying Zhang Xiuyun | dwójka podwójna kobiet                      |
| zapasy               | |                                             |
| Brąz                 | Sheng Zetian | - 57 kg w stylu klasycznym mężczyzn         |